# Camboriú
Camboriú es un municipio brasileño del estado de Santa Catarina. Tiene una población estimada al 2022 de 103 074 habitantes. Pertenece a la Región Metropolitana de Foz do Rio Itajaí.
El pueblo fue fundado por colonos portugueses originarios de las islas Azores, y fue separado de Itajaí el 5 de abril de 1884. En 1964 la porción litoránea de Camboriú se emancipó, y surgió la ciudad de Balneario Camboriú.

## Toponimia
Referencia al Río Camboriú, el nombre deriva del tupí que significa "Río de los róbalos".

## Historia
Hasta el Siglo XVI la región fue habitada por los Carios antes de la llegada de los primeros colonos. 
Tras su emancipación de Itajaí en 1884, la sede municipal se estableció en Vila do Garcia, actual centro de la ciudad.
Durante el Siglo XX, el municipio vivió un crecimiento económico en base a la explotación del mármol y el granito, además del café, pesca y la ganadería. 
Luego de los década de 1950, con el declive del cultivo de café debido a las condiciones climáticas, Camboriú comenzó a explotar el mar y sus playas, promocionando la ciudad como destino turístico. Pero en 1952, el gran crecimiento del turismo y sector inmobiliario, llevó a la emnacipación de la costa del municipio, creando así Balneário Camboriú.

## Deportes
El municipio cuenta con el club de fútbol Camboriú Futebol Clube, fundado el 11 de abril de 2003.